# Västerås IK (hokej na lodzie)
VIK Västerås HK – szwedzki klub hokeja na lodzie z siedzibą w Västerås.

## Historia
Dotychczasowe nazwy
- Västerås IK Hockey (1939-2000)
- Västerås IK Ungdom (1999-2005)
- VIK Västerås HK (Västerås Idrottsklubb Västerås Hockey Klubb, 2005-2018)

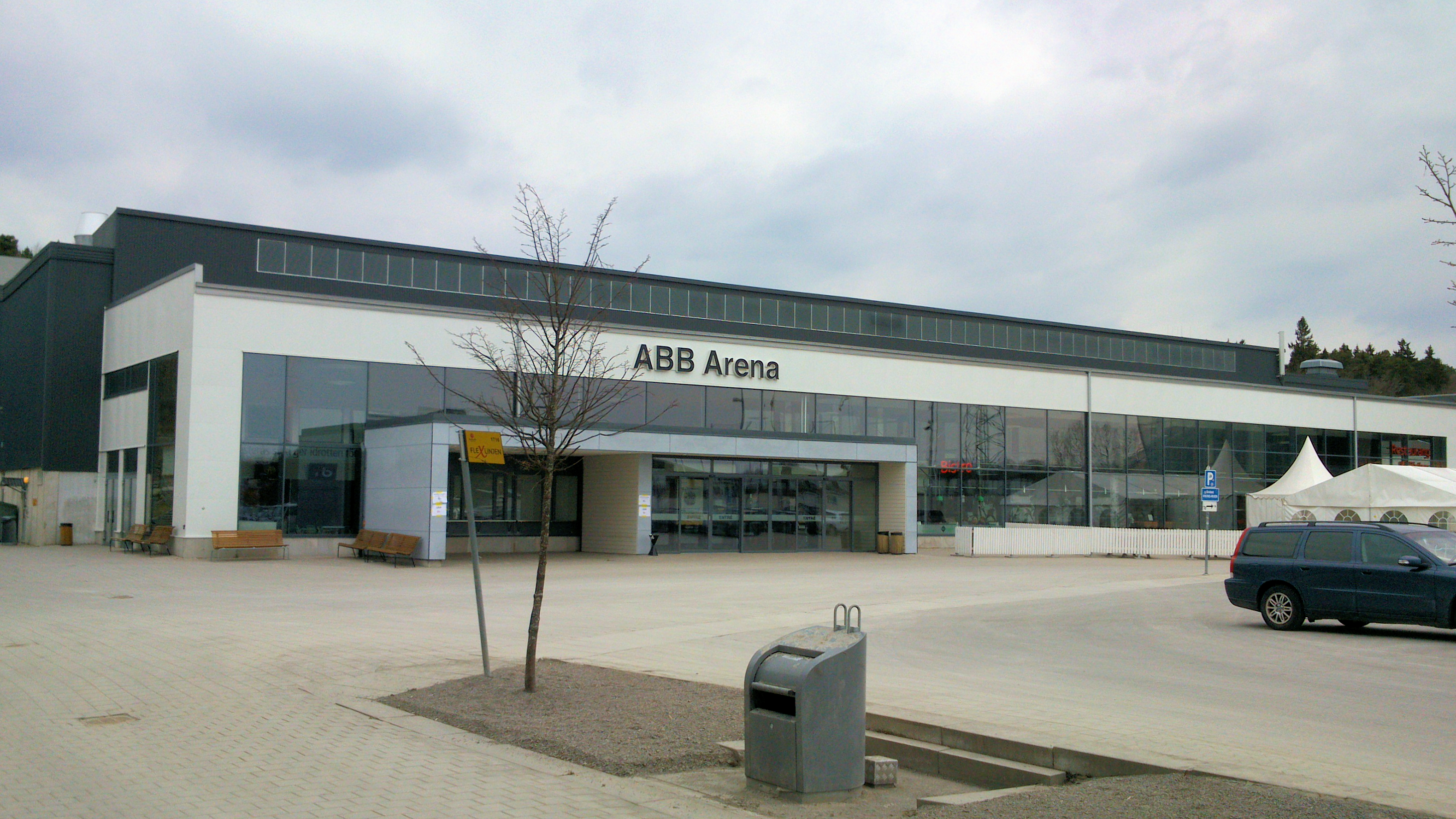
Lodowisko ABB Arena

- Västerås IK (2018-[2])

## Sukcesy
- Złoty medal Allsvenskan: 1988
- Pierwsze miejsce w sezonie regularnym Elitserien: 1992/1993
- Złoty medal Division 1: 2000, 2001

## Zawodnicy
W klubie karierę rozpoczynał Pär Mårts, zawodnik i trener (od 2010 szkoleniowiec reprezentacji Szwecji.), a także Peter Popovic, również trener. Wychowankami klubu są Leif Rohlin (w latach 2007–2010 menedżer generalny klubu), Dennis Persson, Patrik Berglund, Mikael Backlund (wszyscy czterej wybrani w drafcie do NHL), Rickard Wallin, ponadto w klubie występowali Nicklas Lidström, Johan Gustafsson (także draftowani do NHL z klubu), Tommy Salo, Erik Ersberg, Carl Gunnarsson, Evan McGrath.